# کون‌فهرتو
کون‌فِهِرتو (به مجاری:  Kunfehértó) یک منطقهٔ مسکونی در مجارستان است که در ناحیه کیش‌کون‌هالاش واقع شده‌است. کون‌فهرتو ۷۸٫۳۷ کیلومتر مربع مساحت و ۲٬۳۰۷ نفر جمعیت دارد.